# Hospital de la Cruz Roja de Kaunas
El Hospital de la Cruz Roja de Kaunas o bien el Hospital de la Cruz Roja (en lituano: Kauno klinikinė ligoninė) es el hospital más antiguo aún en funcionamiento en la ciudad de Kaunas y en Lituania.
El Hospital fue fundado el 29 de noviembre de 1908 y recientemente celebró sus 100 años de actividad.
Alrededor de este hospital se estableció la facultad de Medicina de los cursos superiores (elevada posteriormente con el nombre de la Universidad de Lituania), y hasta que se construyó la clínica médica de la Universidad de Kaunas fue el principal hospital de Kaunas. Desde el cierre de la Universidad de Kaunas en 1951 se convirtió en hospital docente del Instituto de Medicina de Kaunas y desde 1989 de la Universidad de Medicina de Kaunas.